# مستصفرة أليفة الأوعية
مستصفرة أليفة الأوعية (الاسم العلمي: Xanthomonas vasicola) هي نوع من البكتيريا يتبع جنس المستصفرة من الفصيلة المستصفرية.